# Avengers: Infinity War
Avengers: Infinity War è un film del 2018 diretto da Anthony e Joe Russo.
Basato sul gruppo dei Vendicatori di Marvel Comics, è il 19º film del Marvel Cinematic Universe (MCU) e sequel di Avengers: Age of Ultron (2015).
Il film comprende un cast corale che include molti degli attori comparsi nei precedenti film del MCU. In Avengers: Infinity War gli Avengers e i Guardiani della Galassia si alleano per combattere Thanos, intenzionato a dimezzare le forme di vita dell'universo con il potere delle Gemme dell'infinito.
Ha ottenuto un notevole successo di critica e pubblico, stabilendo vari record di incassi e venendo candidato a svariati premi cinematografici, tra i quali l'Oscar ai migliori effetti speciali.

## Trama
La nave asgardiana in rotta verso la Terra viene ostacolata dalla Sanctuary II di Thanos. Gli asgardiani sono stati decimati dai Figli di Thanos, mentre altri sono riusciti a fuggire e Thor si trova ai piedi del titano in possesso della Gemma del Potere , il quale costringe Loki a scegliere tra la vita del fratello e il Tesseract. Loki consegna la Gemma dello Spazio a Thanos, mentre Hulk si scaglia sul titano, venendo però sconfitto facilmente e tornando normale. Heimdall, prima di essere ucciso, manda Banner sulla Terra. Loki offre il suo aiuto a Thanos per invadere nuovamente la Terra, per poi tentare invano di ucciderlo, venendo così soffocato dal titano che infine incendia la nave asgardiana e si teletrasporta, con i suoi Figli, sulla Sanctuary.
Sulla Terra Stephen Strange e Wong incontrano  Banner che li avverte dell'imminente pericolo. Poco dopo Tony Stark, mentre sta passeggiando con Pepper Potts, viene raggiunto da Strange e Banner, lo stregone racconta delle Gemme e che lui possiede quella del Tempo, Banner scopre degli eventi degli ultimi anni. Subito dopo arriva una delle Q-Ship, le navi satelliti della Sanctuary, con Fauce d'Ebano e Cacciatore d'Ossidiana. Si scatena una feroce battaglia a cui si aggiunge anche Peter Parker. A causa del trauma subito nello scontro con Thanos, Banner non riesce più a trasformarsi, rimanendo in disparte. Strange viene catturato e portato a bordo della nave nemica; Banner tenta di contattare Steve Rogers, recuperando il cellulare lasciato a Tony in caso di bisogno, mentre questi e Spider-Man (equipaggiato della nuova tuta) raggiungono la nave su cui Fauce d'Ebano sta torturando Strange per ottenere la Gemma, sconfiggendolo e liberando lo stregone. Nel frattempo Wanda Maximoff e Visione sono a Edimburgo, dove vengono attaccati da Proxima Media Nox e Gamma Corvi, membri dei Figli di Thanos, che tentano di rubare la Gemma della Mente. Grazie all'intervento di Captain America, Natasha Romanoff e Falcon, gli scagnozzi di Thanos si ritirano, ma Visione rimane ferito gravemente. Rogers e i suoi si dirigono al quartier generale degli Avengers, dove si trovano anche Banner e War Machine, decidendo di andare nel Wakanda per curare Visione.
Nello spazio Thor viene raccolto dai Guardiani della Galassia. Thor, Rocket e Groot si dirigono a Nidavellir, uno dei Nove Regni, abitato dai Nani, costruttori delle più potenti armi asgardiane tra cui Mjolnir, mentre gli altri vanno a Ovunque per prendere la Gemma della Realtà. Ma quando Star-Lord e i suoi arrivano, Thanos ha già ottenuto la Gemma e torna sulla Sanctuary rapendo Gamora. Anche Nebula si trova a bordo della navicella e viene torturata finché Gamora non rivela la posizione della Gemma dell'Anima. Thanos e Gamora giungono così su Vormir, dove li accoglie Teschio Rosso, ritrovatosi lì dopo lo scontro con Captain America (non rivelando se sia uno spirito o è ancora vivo), il quale rivela a Thanos che per ottenere la Gemma dovrà sacrificare l'anima di una persona amata; il titano, con le lacrime agli occhi, uccide Gamora.
Stark, Parker e Strange raggiungono Titano, il pianeta natale di Thanos, dove trovano e si alleano con una parte dei Guardiani della Galassia. Strange in una delle sue meditazioni scopre che solo in un futuro su oltre quattordici milioni gli Avengers saranno vittoriosi. Intanto Rogers e gli altri arrivano nel Wakanda dove si riuniscono a Bucky Barnes e T'Challa: Visione viene affidato a Shuri con l'intento di estrarre la Gemma dalla sua fronte senza ucciderlo. Nel frattempo su Nidavellir Thor incontra Eitri, l'unico dei Nani lasciato in vita da Thanos, che lo ha costretto a forgiare il Guanto dell'infinito per poi spegnere la stella che alimenta la fucina. Thor e Rocket riescono ad accendere nuovamente la stella permettendo a Eitri di forgiare l'ascia Stormbreaker e Groot genera il manico. Nel Wakanda giungono gli eserciti di Outriders guidati dall'Ordine Nero, mentre su Titano giunge Thanos che viene messo in difficoltà dagli eroi presenti. Mantis, grazie ai suoi poteri, percepisce il lutto di Thanos per la perdita della figlia e ciò porta Quill a perdere la ragione e a far fallire il piano. Thanos, ripresosi, affronta Stark e lo colpisce gravemente: a questo punto Strange offre al titano la Gemma del Tempo in cambio della vita di Tony, sicuro di ciò che aveva visto durante la sua meditazione.
In Wakanda Okoye, Wanda e Natasha sconfiggono Proxima Media Nox, Banner nell'armatura Hulkbuster affronta Cacciatore d'Ossidiana e Gamma Corvi insegue Visione mentre Rogers, Falcon, M'Baku, War Machine, Bucky, T'Challa e i sopraggiunti Thor, Rocket e Groot (grazie al potere di teletrasporto dell'ascia) combattono gli Outriders. I due membri dei Figli di Thanos vengono sconfitti, ma subito dopo arriva Thanos. Wanda è costretta a distruggere la Gemma della Mente, uccidendo così anche Visione, mentre gli altri Avengers tentano di rallentare invano Thanos, il quale, usando la Gemma del Tempo, ricompone Visione e lo uccide per la seconda volta, ottenendo così anche l'ultima delle Gemme dell'infinito. Thor scaglia la nuova arma contro Thanos colpendolo violentemente al petto, non riuscendo però a eliminarlo. Il titano schiocca le dita, poi apre un portale e si ritira. Bucky, T'Challa, Groot, Wanda, Falcon, Mantis, Drax, Quill, Strange e Parker si dissolvono. Thanos, che è quindi riuscito nel suo intento di sterminare metà della vita nell'universo, si siede soddisfatto in una capanna.
Nella scena dopo i titoli di coda Maria Hill e Nick Fury notano gli effetti dell'azione di Thanos, di cui loro stessi sono vittime. Poco prima di scomparire, Fury riesce a inviare una richiesta d'aiuto ad una vecchia conoscenza con un cercapersone.

## Personaggi
- Tony Stark / Iron Man, interpretato da Robert Downey Jr.: principale finanziatore degli Avengers, è un brillante ingegnere, miliardario, ex-playboy, filantropo e creatore dell'armatura high-tech da lui stesso indossata.[1] Parlando del ruolo di Stark del film, i fratelli Russo hanno spiegato che, nonostante gli Avengers siano divisi, egli "avverte la grande minaccia [di Thanos] che incombe, per cui fa tutto ciò che è in suo potere per mantenere la Terra al sicuro".[2]
- Thor, interpretato da Chris Hemsworth: dio del tuono e nuovo re degli asgardiani, dopo gli avvenimenti di Thor: Ragnarok.[3][4]
- Bruce Banner / Hulk, interpretato da Mark Ruffalo: brillante scienziato che, dopo essersi sottoposto a delle radiazioni gamma, si trasforma in un enorme essere verde ogni volta che si arrabbia.[5]
- Steve Rogers / Captain America, interpretato da Chris Evans: un veterano della seconda guerra mondiale potenziato grazie a un siero sperimentale.[3] Joe Russo ha spiegato che nel film Rogers non avrebbe usato il nome Captain America, affermando: "Penso che facendo cadere lo scudo (in Captain America: Civil War) abbia abbandonato quell'identità, ammettendo che quel ruolo era in conflitto con le scelte personali che ha compiuto".[6]
- Natasha Romanoff / Vedova Nera, interpretata da Scarlett Johansson: un'ex-spia altamente addestrata dello S.H.I.E.L.D.[7]
- James Rhodes / War Machine, interpretato da Don Cheadle: membro degli Avengers e ufficiale della U.S. Air Force[8]
- Dr. Stephen Strange, interpretato da Benedict Cumberbatch: un ex-neurochirurgo che, dopo un terribile incidente d'auto, scopre un mondo di magia e dimensioni alternative.[9]
- Peter Parker / Spider-Man, interpretato da Tom Holland: un adolescente dotato di abilità simili a quelle di un ragno dopo essere stato morso da un ragno geneticamente modificato.[2]
- T'Challa / Black Panther, interpretato da Chadwick Boseman: sovrano e protettore della fittizia nazione africana del Wakanda.[10]
- Gamora, interpretata da Zoe Saldana: membro dei Guardiani della Galassia, è un'orfana aliena che cerca la redenzione dai suoi passati crimini; è stata allevata da Thanos per essere una letale assassina.[11]
- Nebula, interpretata da Karen Gillan: membro dei Guardiani della Galassia, è la figlia adottiva di Thanos, cresciuta insieme a Gamora.[12]
- Loki, interpretato da Tom Hiddleston: fratello adottivo di Thor.[13]
- Visione, interpretato da Paul Bettany: membro degli Avengers, è un androide creato da Ultron usando l'intelligenza artificiale J.A.R.V.I.S. e la Gemma della mente.[14]
- Wanda Maximoff / Scarlet Witch, interpretata da Elizabeth Olsen: è una ragazza nativa della Sokovia, ha poteri telecinetici, telepatici e ipnotici.[15][16]
- Sam Wilson / Falcon, interpretato da Anthony Mackie: un militare specializzato in combattimenti aerei grazie a una speciale tuta alata.[2]
- Bucky Barnes / Soldato d'Inverno, interpretato da Sebastian Stan: migliore amico di Steve Rogers, è stato trasformato in uno spietato assassino dopo un lavaggio del cervello.[17]
- Heimdall, interpretato da Idris Elba: la sentinella asgardiana che vigilava sul Bifrǫst.[18]
- Okoye, interpretata da Danai Gurira: capo delle Dora Milaje, le forze speciali del Wakanda.[19]
- Eitri, interpretato da Peter Dinklage: il re dei nani di Nidavellir.[18]
- Wong, interpretato da Benedict Wong: uno dei Maestri delle Arti Mistiche, alleato di Strange e protettore delle reliquie più importanti di Kamar-Taj.[20]
- Mantis, interpretata da Pom Klementieff: membro dei Guardiani della Galassia, è un'aliena dotata di poteri empatici.[21]
- Drax il Distruttore, interpretato da Dave Bautista: membro dei Guardiani della Galassia, è un guerriero in cerca di vendetta contro Thanos per la morte della sua famiglia[22]
- Groot, doppiato da Vin Diesel: un albero umanoide, membro dei Guardiani della Galassia.[23]
- Rocket, doppiato da Bradley Cooper: membro dei Guardiani della Galassia, è un procione geneticamente modificato, esperto nell'uso delle armi e in tattiche di guerra.[2]
- Pepper Potts, interpretata da Gwyneth Paltrow: la fidanzata di Tony Stark e il CEO delle Stark Industries.[24]
- Taneleer Tivan / Collezionista, interpretato da Benicio del Toro: un avido e ossessivo collezionista di artefatti e fauna spaziale.[25]
- Thanos, interpretato da Josh Brolin: un potente alieno che vuole rimodellare l'universo a suo piacimento grazie alle Gemme dell'infinito.[26][27] Brolin interpreta il personaggio attraverso la motion capture.[28] Parlando del ruolo di Thanos, il produttore Kevin Feige ha spiegato che "in un film in cui ci sono così tanti personaggi, si potrebbe anche dire che è lui il personaggio principale, ed è un po' una novità rispetto a quanto abbiamo fatto in passato".[29]
- Peter Quill / Star-Lord, interpretato da Chris Pratt: il leader metà umano e metà celestiale dei Guardiani della Galassia, rapito dalla Terra da bambino e cresciuto da un gruppo di pirati spaziali noti come Ravagers.[4][16]

Letitia Wright riprende il ruolo di Shuri, principessa del Wakanda, sorella di T'Challa e brillante scienziata. Johann Schmidt / Teschio Rosso è stato creato in CGI e doppiato da Ross Marquand, che sostituisce Hugo Weaving, interprete del personaggio in Captain America - Il primo Vendicatore. William Hurt riprende il ruolo del Segretario di Stato Thaddeus Ross. Cobie Smulders e Samuel L. Jackson riprendono i ruoli di Maria Hill e Nick Fury nella scena dopo i titoli di coda. Jacob Batalon, Isabella Amara, Tiffany Espensen e Ethan Dizon riprendono i loro ruoli da Spider-Man: Homecoming. Carrie Coon è Proxima Media Nox. Terry Notary e Tom Vaughan-Lawlor interpretano due membri dei Figli di Thanos. Stan Lee appare in un cameo.
Nonostante le notizie che Jeremy Renner, Paul Rudd, Tessa Thompson, Jon Favreau, Stellan Skarsgård e Angela Bassett avrebbero ripreso i loro ruoli come Clint Barton / Occhio di Falco, Scott Lang / Ant-Man, Valchiria, Happy Hogan, Erik Selvig e Ramonda nessuno di loro appare nel film.

## Produzione

### Sviluppo
(Il produttore Jeremy Latcham nel settembre 2015)
Sin dai primi film del Marvel Cinematic Universe, i Marvel Studios hanno iniziato a gettare le basi per un film degli Avengers basato sull'arco narrativo Il guanto dell'infinito, introducendo in diversi film le Gemme dell'infinito: la Gemma dello spazio in Captain America - Il primo Vendicatore; la Gemma della mente in The Avengers; la Gemma della realtà in Thor: The Dark World; la Gemma del potere in Guardiani della Galassia; e la Gemma del tempo in Doctor Strange. Nel giugno 2013 Robert Downey Jr. ha firmato per riprendere il ruolo di Tony Stark / Iron Man in un terzo film degli Avengers. Nel maggio 2014 Josh Brolin ha firmato un contratto multi-film per interpretare l'antagonista del film Thanos. Nel luglio 2014 Feige ha affermato che numerosi attori dai precedenti film del MCU avevano già firmato per tornare nel film. Nel settembre 2014 Jeremy Renner ha confermato che avrebbe ripreso il ruolo di Clint Barton / Occhio di Falco. Nell'ottobre 2014 la Marvel ha annunciato il sequel in due parti di Age of Ultron, intitolato Avengers: Infinity War. La prima parte del film sarebbe dovuta uscire il 4 maggio 2018, la seconda il 3 maggio 2019. Nello stesso mese Feige ha parlato della possibile apparizione dei personaggi delle serie televisive Marvel su Netflix, affermando che "certamente esiste una possibilità che essi appaiano". Feige ha confermato inoltre il ritorno di Mark Ruffalo nei panni di Bruce Banner / Hulk. Il mese seguente è stato riportato che Tom Hiddleston avrebbe ripreso il ruolo di Loki in entrambi i film.

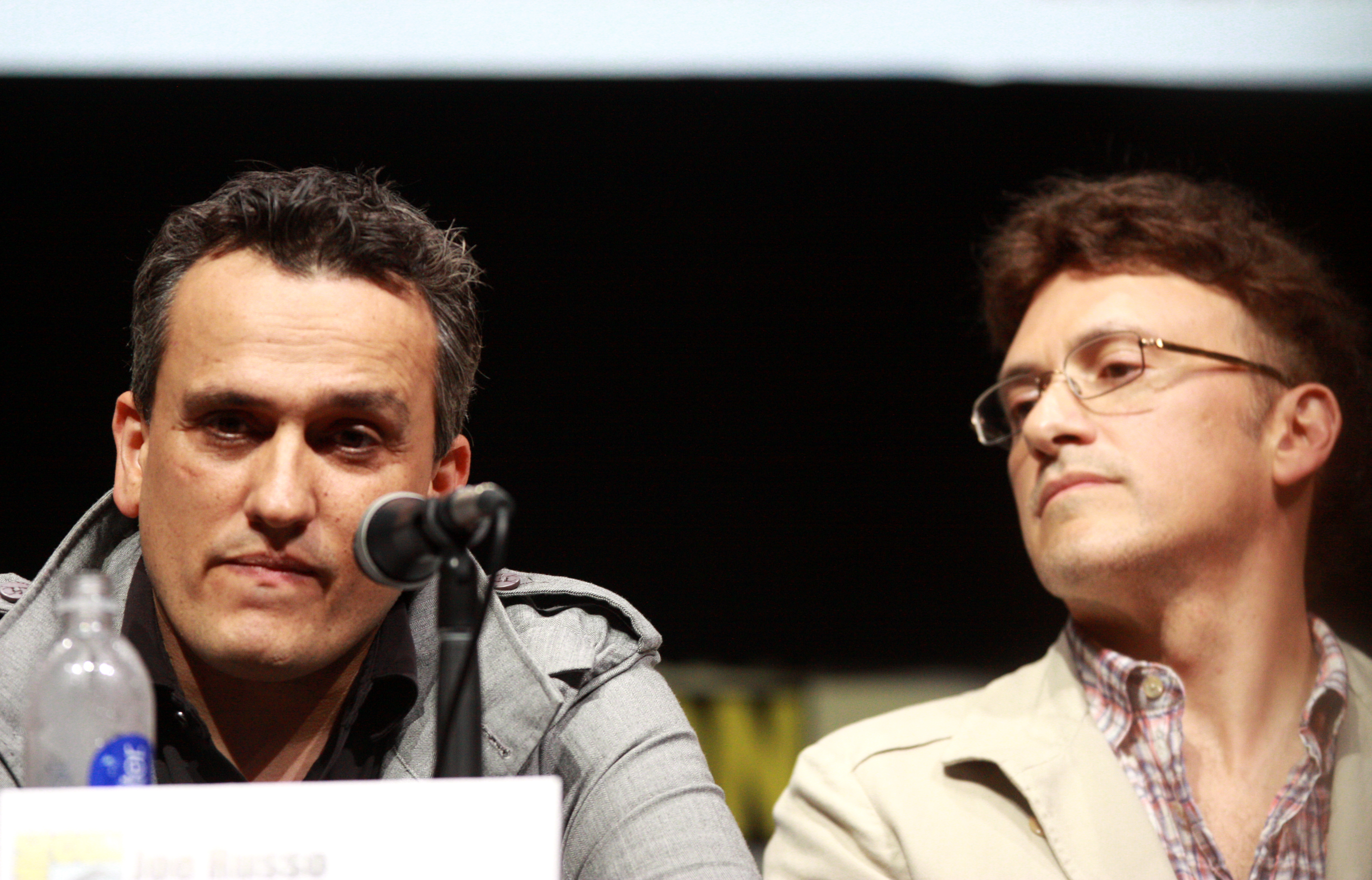
I due registi del film Anthony e Joe Russo

Nel gennaio 2015 Joss Whedon, regista di The Avengers e Avengers: Age of Ultron, ha rivelato di essere dubbioso riguardo a un suo ritorno per le due parti di Infinity War. Nell'aprile 2015 Anthony e Joe Russo, già registi di Captain America: The Winter Soldier e Captain America: Civil War, sono stati annunciati come registi dei due film. Parlando del sottotitolo dei due film, Feige ha spiegato che "poiché hanno molti elementi in comune, ci è sembrato appropriato sottotitolarli in quel modo. Ma non la definirei una storia divisa in due. Saranno due film diversi tra loro". Anthony Russo ha confermato che i due film "sono molto diversi l'uno dall'altro. Non è necessariamente una divisione in parte uno e parte due".
Durante la promozione di Age of Ultron Chris Hemsworth ha confermato che lui e Chris Evans avrebbero ripreso i rispetti ruoli di Thor e Steve Rogers / Captain America in Infinity War e nel sequel. A fine aprile Evans ha rivelato che le riprese dei due film sarebbero iniziate a fine 2016 e sarebbero durate per nove mesi, fino ad agosto-settembre 2017. Nel maggio 2015 Christopher Markus e Stephen McFeely, già sceneggiatori dei film di Captain America, sono stati annunciati come sceneggiatori delle due parti di Infinity War. I due hanno rivelato di aver iniziato a lavorare ai film durante le riprese di Captain America: Civil War. Nel dicembre 2015 Anthony Russo ha affermato che sarebbe stato "complicato" inserire nel film i personaggi delle serie televisive del MCU a causa della natura seriale della televisione e poiché le serie televisive, nonostante siano parte del MCU, non sono supervisionate da Feige ma da Marvel Television, che opera in modo indipendente.

### Pre-produzione
Nel gennaio 2016, i Russo hanno rivelato di essere al lavoro sui film e hanno sottolineato la grandezza del progetto, sostenendo che il pubblico non sarebbe stato deluso dal numero di personaggi presenti nel film. I due hanno affermato di avere una bacheca in cui erano elencati tutti i personaggi apparsi nel MCU, e di avere "circa sessantasette personaggi" da poter usare. Markus e McFeely hanno chiarito che avere tutti quei personaggi disponibili non significava che tutti sarebbero apparsi nei film, e che la bacheca non comprendeva i possibili nuovi personaggi. Parlando della scelta dei personaggi, se era stata dettata più da preferenze personali o dalla storia, Anthony Russo ha detto: "Bisogna sempre fare in modo che le tue scelte risultino organiche con la narrazione, e bisogna inserire [i personaggi] nel modo giusto. [...] Vorremo inserire tutti quanti nel film, ma dobbiamo affrontare un processo per... capire qual è la storia migliore che possiamo raccontare". Joe Russo ha descritto l'idea del film come "l'universo Marvel si unisce per combattere la più grande minaccia che il mondo e l'universo intero abbiano mai visto". Ha spiegato inoltre che gli elementi cosmici di Infinity War sarebbero stati approcciati "con lo stesso fervore che abbiamo avuto con i lavori 'terrestri'" e "applicando le stesse regole che abbiamo applicato ai nostri ultimi due film [Captain America: The Winter Soldier e Captain America: Civil War]".
Nel febbraio 2016, McFeely ha definito il processo di sceneggiatura molto complesso, affermando che lui e Markus stavano scrivendo scene per personaggi i cui attori non erano ancora stati scelti. Nello stesso mese Stellan Skarsgård, interprete di Erik Selvig nel MCU, ha detto che sarebbe probabilmente apparso in Infinity War poiché aveva un solo film rimasto nel suo contratto e sapeva di non apparire in Thor: Ragnarok. Krysten Ritter, interprete di Jessica Jones nell'omonima serie televisiva, ha detto di essere interessata ad apparire nel film. Ad aprile i Russo hanno confermato che Chris Pratt avrebbe ripreso il ruolo di Peter Quill / Star-Lord nel film, e hanno confermato anche il ritorno di Elizabeth Olsen nei panni di Wanda Maximoff / Scarlet Witch, di Sebastian Stan nei panni di Bucky Barnes / Soldato d'Inverno e di Scarlett Johansson nei panni di Natasha Romanoff / Vedova Nera. I Russo e gli sceneggiatori hanno rivelato di essere in costante contatto con gli altri registi e sceneggiatori della Fase Tre, per fare in modo che tutti gli elementi combaciassero tra loro. Anthony ha parlato inoltre del fatto che i film sarebbero stati raccontati da più punti di vista, descrivendoli come "Nashville con i supereroi". Nello stesso mese Samuel L. Jackson ha rivelato che avrebbe ripreso il ruolo di Nick Fury nel film e Jon Favreau ha annunciato che sarebbe tornato nuovamente come produttore esecutivo, dopo aver ricoperto lo stesso ruolo nei primi due film degli Avengers e dopo aver diretto i primi due film di Iron Man.
A inizio maggio 2016, i Russo hanno rivelato che i titoli dei due film sarebbero stati modificati, per evitare la convinzione che i due film fossero un grande film diviso in due. Il mese seguente Alan Silvestri, autore delle musiche di The Avengers, ha annunciato che sarebbe tornato a occuparsi delle musiche di Infinity War e del sequel. Nel luglio 2016, la Marvel ha comunicato che il titolo di Avengers: Infinity War - Part 1 era stato modificato in un semplice Avengers: Infinity War e il secondo film è rimasto senza titolo. Anthony Russo ha affermato che il titolo del secondo film non sarebbe stato rivelato "per un po' di tempo". Nello stesso mese è stato confermato il ritorno di Pratt e Olsen in entrambi i film. Markus e McFeely hanno rivelato di essere al lavoro sulla terza bozza di Infinity War e sulla seconda bozza del sequel. Nell'agosto 2016, è stato confermato che Sebastian Stan sarebbe tornato nei panni di Bucky Barnes / Soldato d'Inverno in Infinity War e Vin Diesel, voce originale di Groot nei film del Guardiani della Galassia, ha rivelato che, oltre a Quill, anche gli altri Guardiani sarebbe apparsi nel film. A fine settembre 2016 è stato confermato il ritorno di Benedict Cumberbatch nei panni del dr. Stephen Strange in entrambi i film mentre Paul Bettany, interprete di Visione, è stato confermato solo per Infinity War. Inoltre Jackson ha confermato il suo ritorno nei panni di Fury. Nell'ottobre seguente Evangeline Lilly, interprete di Hope van Dyne in Ant-Man, ha rivelato che non sarebbe apparsa in Infinity War ma solo nel sequel, in modo da poter preservare il suo debutto nei panni di Wasp in Ant-Man and the Wasp. Feige ha comunicato che le riprese di Infinity War sarebbero iniziate nel gennaio 2017. Sempre a ottobre Benedict Wong ha rivelato che avrebbe ripreso il ruolo di Wong in Infinity War e Renner ha confermato che sarebbe apparso in entrambi i film nei panni di Clint Barton.
Nel novembre 2016, Scott Derrickson, regista di Doctor Strange, ha rivelato di essere in contatto con i fratelli Russo e con Feige per consigliarli su come usare il personaggio di Dottor Strange, e il mese seguente James Gunn, regista e sceneggiatore di Guardiani della Galassia e Guardiani della Galassia Vol. 2, ha detto di essere coinvolto nei due film a livello produttivo, spiegando: "Sto lavorando con i fratelli Russo, con la Marvel e con Kevin Feige per essere sicuro che i personaggi [dell'universo dei Guardiani della Galassia] che appaiono nei film siano trattati con rispetto e siano divertenti, onesti e veri come dovrebbero essere. Parlo ogni giorno con gli attori sul set ed è un'esperienza fantastica". Nel gennaio 2017, Zoe Saldana, Karen Gillan e Dave Bautista hanno confermato il loro ritorno nei panni di Gamora, Nebula e Drax, e Peter Dinklage è entrato in trattative per prendere parte a entrambi i film.

### Riprese

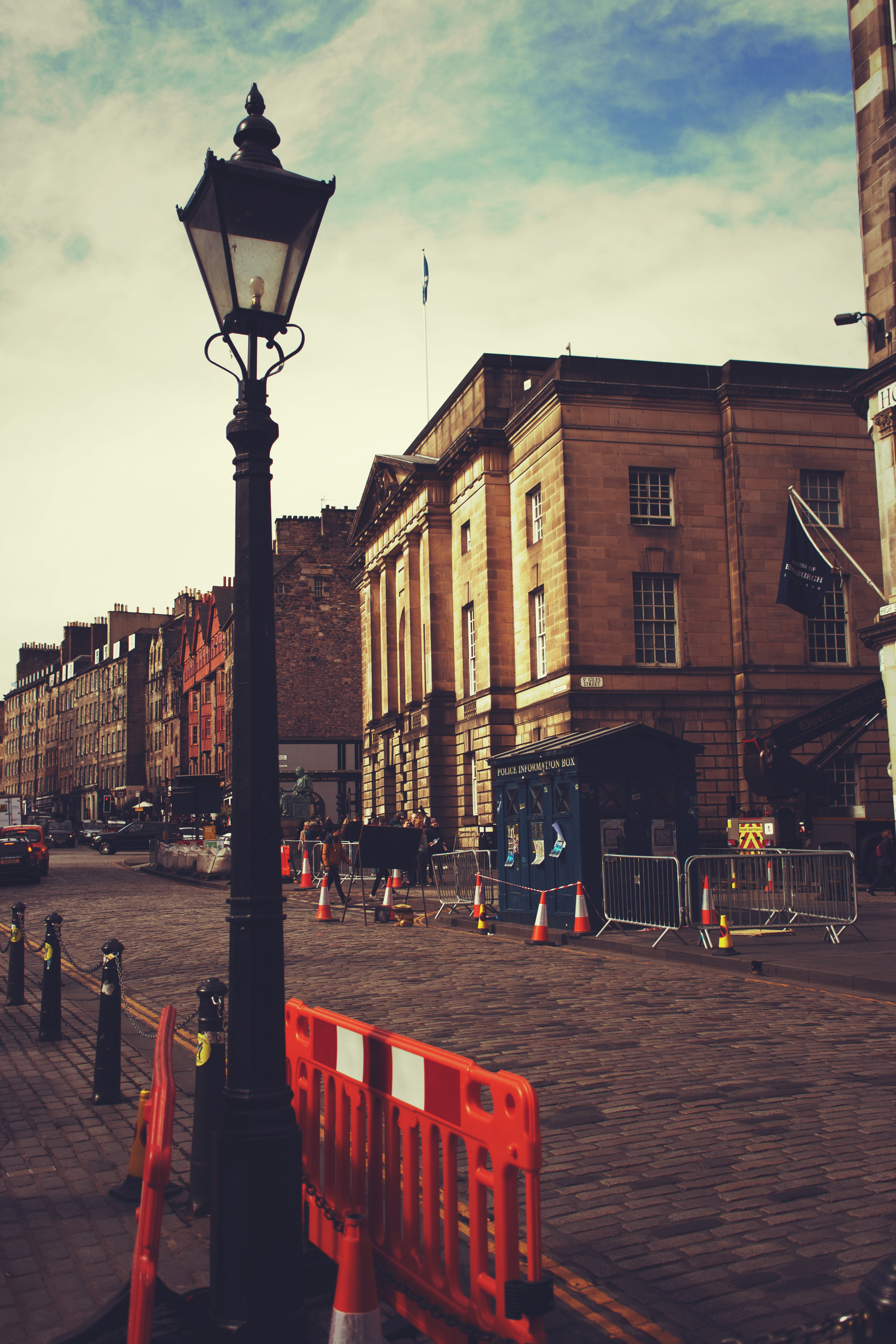
Il set del film a Edimburgo

Le riprese di Infinity War sono iniziate il 23 gennaio 2017 ai Pinewood Atlanta Studios, con il titolo di lavorazione Mary Lou, e Trent Opaloch come direttore della fotografia, Le riprese si sono svolte anche in diverse location in tutto il mondo. A partire da febbraio 2017, si sono tenute diverse settimane di riprese in varie località della Scozia, tra cui Edimburgo, Glasgow e le Highlands. Dal 30 marzo al 21 aprile 2017, si sono svolte delle riprese in diverse parti della Old Town di Edimburgo, tra cui High Street, Parliament Square, Cockburn Street, Old Fishmarket Close, oltre che nella stazione di Waverley. A inizio maggio 2017, la produzione si è spostata prima nella cittadina di St Abbs, e in seguito nella cattedrale di Durham, in Inghilterra. Parte delle riprese si sono tenute anche nella cattedrale di Sant'Egidio e nel castello di Inverness. A fine giugno 2017, la produzione si è spostata a Downtown Atlanta, usata come set per delle scene ambientate a New York, mentre a inizio luglio sono state girate delle scene al Central Park di Atlanta. Nello stesso mese si sono svolte delle riprese nel Queens, New York.
Inizialmente, le riprese di Infinity War e del sequel sarebbero dovute avvenire contemporaneamente e, a questo proposito, i Russo hanno spiegato: "Alcuni giorni gireremo il primo film e altri giorni gireremo il secondo film". Anthony Russo h detto che si trattava di una scelta dettata da motivi finanziari e logistici, data la grandezza del cast, anche se i due film sarebbero stati diversi tra loro. Il programma, tuttavia, è stato in seguito modificato in modo da girare prima Infinity War e poi il sequel. Infinity War è stato girato con camere digitali Arri Alexa 65 in formato IMAX. Opaloch ha spiegato che la produzione avrebbe usato 12 camere Alexa 65 e che la Arri ha procurato alla produzione delle lenti con lunghezze focali aggiuntive create appositamente per il film.
Poco dopo l'inizio delle riprese, Sean Gunn, interprete di Kraglin e controfigura fisica per il personaggio digitale Rocket nei film dei Guardiani della Galassia, ha rivelato di essere coinvolto nella produzione del film. Pom Klementieff, inoltre, ha confermato che avrebbe ripreso il ruolo di Mantis in Infinity War. Nel febbraio 2017, Brolin ha detto che Benicio del Toro avrebbe ripreso il ruolo di Taneleer Tivan / Il Collezionista nel film ed è stato confermato il ritorno di Tom Holland nei panni di Peter Parker / Spider-Man e di Anthony Mackie nei panni di Sam Wilson / Falcon. Nello stesso mese Terry Notary ha rivelato di far parte del cast del film nel ruolo del braccio destro di Thanos e Isabella Amara ha detto che avrebbe ripreso il ruolo di Sally da Spider-Man: Homecoming. Nel maggio 2017, è stata confermata la presenza nel cast di Tessa Thompson nel ruolo di Valchiria. Nel giugno 2017, Chadwick Boseman ha annunciato che avrebbe ripreso il ruolo di T'Challa / Black Panther nel film e poco dopo è stato confermato che Danai Gurira avrebbe ripreso il ruolo di Okoye da Black Panther. A inizio luglio 2017, è stato rivelato che Paul Rudd avrebbe ripreso il ruolo di Scott Lang / Ant-Man. Le riprese sono terminate il 14 luglio 2017. Il budget del film è stato di 300 milioni di dollari, facendolo diventare uno dei più costosi della storia del cinema.

### Effetti speciali
Gli effetti speciali per Infinity War sono stati realizzati da Industrial Light & Magic, Framestore, Method Studios, Weta Digital, DNEG, Cinesite, Digital Domain, Rise, Lola VFX e Perception. Digital Domain ha lavorato alla creazione di Thanos, realizzando oltre 400 riprese. La compagnia ha creato un nuovo programma per la cattura dei movimenti facciali chiamato Masquerade, basato sul concetto di apprendimento automatico attraverso algoritmi informatici, specificatamente per il film: hanno iniziato a lavorare su di esso, sviluppandolo e testandolo, circa 3-4 mesi prima dell'inizio delle riprese. Hanno poi presentato i risultati a Josh Brolin, ai fratelli Russo e ai dirigenti della Marvel prima delle riprese, per mostrare i dettagli che avrebbero aiutato Brolin a ritrarre il personaggio. Kelly Port, supervisore agli effetti speciali della Digital Domain, ha osservato che per l'aspetto di Thanos sono state prese in considerazione le versioni apparse nei film precedenti aggiustate sui lineamenti di Brolin, il quale ha anche aiutato a far combaciare la sua interpretazione al personaggio digitale. La Weta Digital ha lavorato alla battaglia su Titano, per la quale hanno creato una versione separata di Thanos per le loro necessità. La Weta ha lavorato su 200 riprese del personaggio, unite alle loro 250 riprese di effetti, le quali includono l'ambiente di Titano e gli altri personaggi presenti nello scontro. La Digital Domain ha anche realizzato Teschio Rosso, basandosi sul materiale di riferimento tratto da Captain America - Il primo Vendicatore per creare il personaggio in CGI. Port ha affermato che vi era "una vasta gamma di aspetti con i quali sarebbe potuto apparire"; tra le varie opzioni vi era quella di far reinterpretare il ruolo del Teschio Rosso a Hugo Weaving tramite make-up (nel caso in cui il personaggio fosse riuscito a ritornare), e un'altra in cui "il Tesseract ha fatto cose orribili al suo aspetto, tanto da renderlo molto più scheletrico". Il risultato finale è stato una "via di mezzo", in cui "venisse mostrato che il Tesseract l'ha modificato in maniera tale da renderlo" il guardiano della Gemma dell'anima.
Framestore ha creato 253 sequenze per la scena del combattimento a New York. Patric Roos, supervisore agli effetti speciali della Framestore, ha definito quelle sequenze "un mix di scene totalmente in computer grafica, sfondi, effetti, estensioni del set, incantesimi e un sacco di lavoro sui personaggi". Parte delle scene di combattimento sono state girate ad Atlanta, per poi passare a un Washington Square Park realizzato totalmente in CGI. Il Capture Lab della Framestore ha passato un mese a Manhattan e nel New Jersey a raccogliere materiale fotografico, Lidar e gigapixel di panorami per catturare gli ambienti che sarebbero dovuti poi essere riprodotti in digitale, ottenendo più di 250 000 foto e 15 TB di dati. La Framestore ha passato quasi un anno a sviluppare i modelli dei membri dei Figli di Thanos, lavorando con il team di sviluppo visivo dei Marvel Studios per creare vignette di animazione al fine di esplorare personalità e tratti caratteriali di ogni membro. La Framestore ha anche realizzato la nuova armatura di Iron Man, la Mark 50, composta da singoli nanobot che si muovono attorno al corpo per formare una tuta e sviluppata al fianco della Marvel per circa due anni, assieme all'armatura Iron Spider di Spider-Man. I modelli e le texture dell'Iron Spider sono stati condivisi con i colleghi della Trixter per permettere loro di implementarli in Spider-Man: Homecoming, dove è stata mostrata per la prima volta. La Framestore, inoltre, ha lavorato alla Q-Ship dei Figli di Thanos e alla "magia di Eldritch" di Dottor Strange, migliorata rispetto alla sua prima apparizione in Doctor Strange.
Il lavoro della Cinesite sugli interni della Q-Ship, dove Fauce d'Ebano interroga Strange, consiste in 215 scatti. La compagnia ha anche lavorato sul piccolo scontro tra Iron Man, Spider-Man, Dottor Strange e i Guardiani della Galassia sulla nave, che ha richiesto animazioni di personaggi, gli effetti dei blaster e delle ragnatele, pugnali in CGI, la maschera di Star-Lord, le antenne di Mantis e i danni alla Q-Ship. La scena dopo i titoli di coda, la scena d'apertura a Central Park, la sequenza dove T'Challa presenta Bucky Barnes con il suo nuovo braccio, le riprese interne del Quinjet e un'immagine dimostrativa del pianeta Vormir sono state realizzate dalla Rise, per un totale di 26 sequenze. Per la scena dopo i titoli di coda, Oliver Schulz, supervisore agli effetti speciali della Rise, ha affermato che la compagnia aveva già realizzato un effetto di dissolvenza simile per un progetto precedente, che è stato quindi utilizzato come base di partenza. La compagnia ha anche sfruttato delle basi digitali con Samuel L. Jackson e Cobie Smulders, tratte da Captain America: The Winter Soldier, da riutilizzare in quella scena. Schulz ha affermato che la scena presentava delle difficoltà poiché "a un certo punto del processo è stata presa la decisione di non proseguire con la scena filmata di Nick Fury – abbiamo deciso invece di fare una ripresa con la telecamera per poi passare a una ripresa completamente in computer grafica. Questa comprendeva un braccio in primo piano che si dissolveva totalmente in computer grafica, all'interno di un'ambientazione anch'essa realizzata in computer grafica. In più vi erano un marciapiede in primo piano e il cercapersone che rivela il logo luminoso di Captain Marvel alla fine, entrambi realizzati interamente in computer grafica".

### Post-produzione
Nel luglio 2017, nel corso del D23 Expo 2017, è stato confermato il ritorno di Don Cheadle nei panni di James Rhodes / War Machine ed è stato rivelato che l'Ordine Nero sarebbe apparso nel film, composto da Gamma Corvi, Proxima Media Nox, Fauce d'Ebano e Astro Nero (chiamato nel film Cacciatore d'Ossidiana). Commentando l'inclusione dell'Ordine Nero, Joe Russo ha detto: "Ci siamo ispirati a tantissimi materiali diversi per il film. [...] Ci sono tantissimi personaggi e Thanos ha bisogno di farsi attendere un po'. Non avrebbe funzionato, se i personaggi si fossero battuti con lui ogni volta. Ci devono essere dei personaggi che vanno affrontati, prima di poter arrivare a lui. E l'Ordine Nero è il gruppo perfetto per svolgere questo ruolo". Nello stesso mese, durante il San Diego Comic-Con International, Joe Russo ha rivelato che alcune scene di Infinity War sarebbero state girate "nei prossimi mesi". Nell'agosto 2017, Jackson ha rivelato che, al contrario di quanto affermato nell'aprile 2016, non sarebbe apparso nel film, e Tom Vaughan-Lawlor ha detto di avere una parte nel film nei panni di uno dei membri dell'Ordine Nero (rinominati poi Figli di Thanos nella pellicola). Nello stesso mese è stata confermata la presenza nel cast di Letitia Wright, che avrebbe ripreso il ruolo di Shuri da Black Panther.

## Colonna sonora
Nel giugno 2016, è stato reso noto che Alan Silvestri, che aveva già lavorato alla colonna sonora di The Avengers (2012), sarebbe ritornato per scrivere le musiche sia di Infinity War che di Avengers: Endgame (2019). Silvestri ha iniziato a registrare la colonna sonora del film nel gennaio 2018, per poi concludere i lavori a fine marzo. Silvestri ha dichiarato che lavorare a Infinity War "è stata un'esperienza totalmente diversa da tutto ciò che avevo fatto finora, specialmente nell'aver dovuto affrontare e bilanciare dei rapidi cambi di tono". All'interno del film è stato utilizzato anche il tema di Black Panther composto da Ludwig Göransson. Il 27 aprile 2018, Hollywood Records e Marvel Music hanno pubblicato l'album della colonna sonora in formato digitale, per poi distribuirlo in formato fisico il 18 maggio; l'album è stato pubblicato anche in un'edizione deluxe che contiene delle tracce inedite e delle versioni estese di alcuni brani.

## Promozione
(Thanos nel trailer del film)

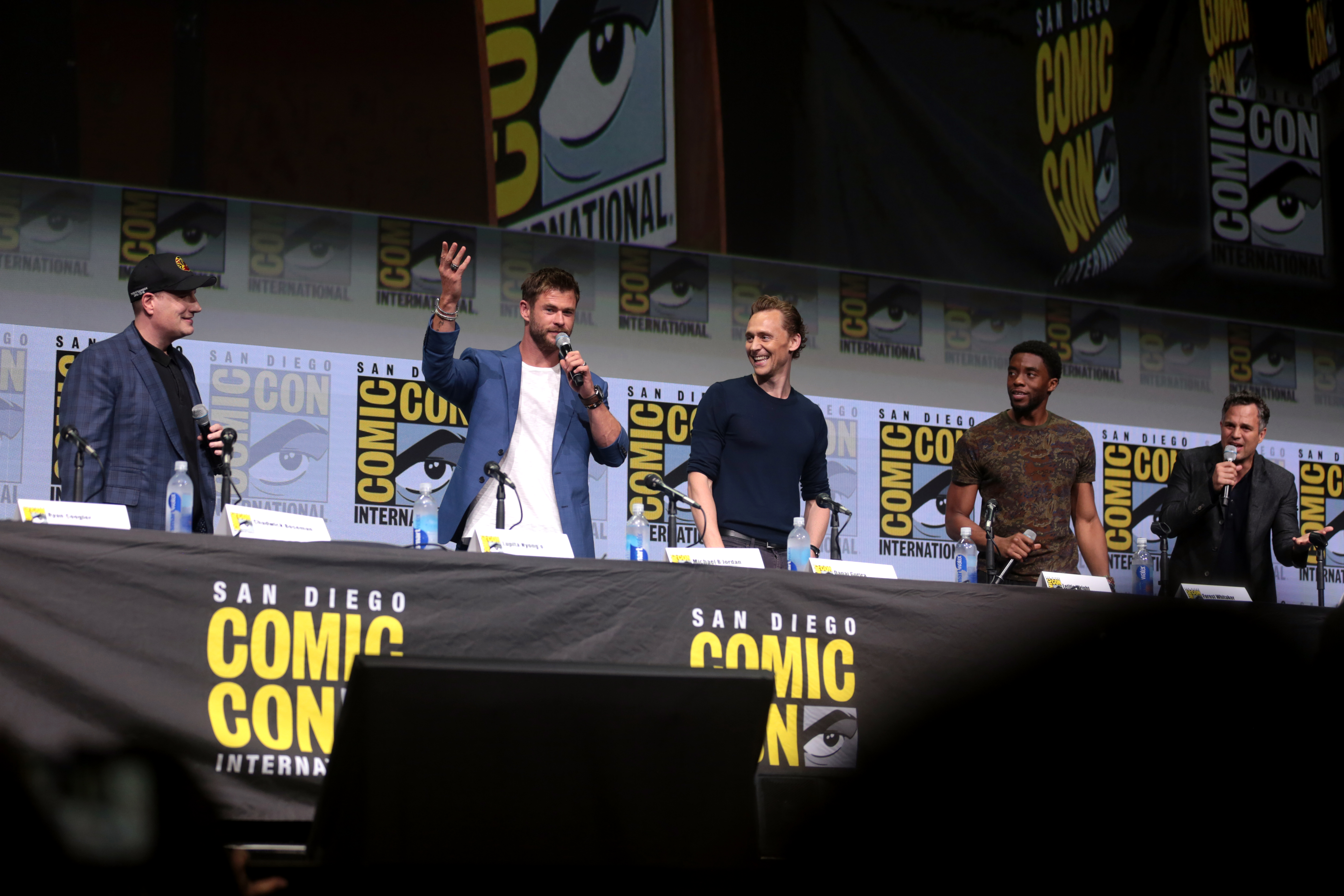
Parte del cast al San Diego Comic-Con International 2017

La campagna promozionale del film è iniziata nel luglio 2017, in occasione del D23 Expo 2017. All'evento è stata esposta una statua a grandezza naturale di Thanos e sono state rivelate le statue dei membri dei Figli di Thanos Gamma Corvi, Proxima Media Nox, Fauce d'Ebano e Cacciatore d'Ossidiana. Inoltre Feige, Joe Russo, Downey Jr., Brolin, Bettany, Olsen, Gillan, Klementieff, Bautista, Cheadle, Mackie, Cumberbatch, Stan, Holland, Boseman, Ruffalo e Hemsworth hanno presentato in esclusiva al pubblico dell'evento le prime immagini del film. Il 29 novembre 2017 è stato trasmesso il trailer durante il programma Good Morning America della rete televisiva ABC e in contemporanea è stato pubblicato su YouTube da Marvel Entertainment. Inoltre nella stessa giornata è stata anche diffusa la versione italiana del trailer. Il teaser ha ottenuto 230 milioni di visualizzazioni nelle prime ventiquattrore, divenendo il trailer più visto di sempre in quel lasso di tempo, venendo superato successivamente dai due trailer di Avengers: Endgame. Il 16 marzo 2018 è stato pubblicato un secondo trailer su YouTube, anche nella versione italiana. Con 179 milioni di visualizzazioni nelle prime ventiquattrore, il trailer è diventato il terzo più visto di sempre in quel lasso di tempo. Il budget per la campagna pubblicitaria del film è stato di circa 150 milioni di dollari, stabilendo un nuovo record per la campagna promozionale più costosa per un film Marvel.

### Slogan
Alcuni slogan promozionali del film:

## Distribuzione

### Data di uscita
L'anteprima mondiale si è tenuta il 23 aprile 2018 a Los Angeles. È stato distribuito il 25 aprile 2018 in Italia e il 27 aprile negli Stati Uniti, anche in 3D e IMAX. Inizialmente negli Stati Uniti era previsto per il 4 maggio 2018.
Le date di uscita internazionali nel corso del 2018 sono state:
- 25 aprile in Australia, Belgio, Svizzera, Colombia, Danimarca, Estonia (Tasujad: Igaviku sõda), Egitto, Finlandia, Francia, Hong Kong, Indonesia, Italia, Sud Corea, Malaysia, Paesi Bassi, Norvegia, Nuova Zelanda, Filippine, Portogallo (Vingadores: Guerra do Infinito), Svezia, Singapore, Slovenia (Maščevalci: Brezmejna vojna), Tailandia, Taiwan e Vietnam (Avengers: Cuoc Chien Vo Cuc)
- 26 aprile negli Emirati Arabi Uniti, Argentina, Bahrein, Brasile (Vingadores: Guerra Infinita), Cile, Cipro, Repubblica Ceca, Germania, Regno Unito, Grecia (Εκδικητές: Ο πόλεμος της αιωνιότητας), Croazia (Osvetnici: Rat beskonačnosti), Ungheria (Bosszúállók: Végtelen háború), Irlanda, Israele (Ha'nokmim: Milkhemet ha'einsof), Cambogia, Kuwait, Lettonia (Atriebeji: Bezgalibas kars), Marocco, Repubblica di Macedonia, Oman, Perù, Polonia (Avengers: Wojna bez granic), Qatar, Serbia (Osvetnici: Rat beskraja), Arabia Saudita, Slovacchia, Tunisia, Ucraina (Месники: Вiйна нескiнченностi) e Uruguay
- 27 aprile in Bangladesh, Bulgaria (Отмъстителите: Война без край), Canada, Spagna (Vengadores: Infinity War), India, Islanda, Giappone, Sri Lanka, Lituania (Kersytojai: Begalybes karas), Madagascar, Messico, Nepal, Pakistan, Romania (Razbunatorii: Razboiul Infinitului), Turchia (Avengers: Sonsuzluk Savasi), Stati Uniti, Venezuela e Sudafrica
- 3 maggio in Russia (Мстители: Война бесконечности)
- 11 maggio in Cina

### Divieti
Negli Stati Uniti è stato valutato PG-13, vale a dire che la visione è stata vietata ai minori di 13 anni non accompagnati per i seguenti motivi: "Intense sequenze di violenza e azione fantascientifiche, linguaggio e riferimenti volgari".
I restanti divieti internazionali sono stati:
- Argentina: 13
- Australia: M
- Austria: 12
- Brasile: 12
- Canada: PG (Alberta/British Columbia/Manitoba/Ontario)
- Canada: G (Quebec)
- Colombia: 7
- Finlandia: K-12
- Francia: Tutti
- Germania: 12
- Hong Kong: IIA
- Ungheria: 16
- India: UA

- Indonesia: 13+
- Irlanda: 12A
- Italia: T
- Giappone: G
- Lituania: N-13
- Luxembourg:12
- Malesia: P13
- Maldive: 15+
- Messico: B
- Paesi Bassi: 12
- Nuova Zelanda: M
- Nigeria: 12A
- Norvegia: 12

- Filippine: PG-13
- Portogallo: M/12
- Russia: 16+
- Singapore: PG13
- Sudafrica: 13
- Sud Corea: 12
- Spagna: 12
- Svezia: 11
- Svizzera: 12
- Taiwan: PG-12
- Thailandia: G
- Turchia: 13+
- Regno Unito: 12A

### Edizione italiana
La direzione del doppiaggio e i dialoghi italiani sono stati curati da Marco Guadagno, per conto della Dubbing Brothers Int. Italia.

### Edizioni home video
Avengers: Infinity War è disponibile in formato digitale dall'8 agosto 2018 dal Walt Disney Studios Home Entertainment e in 4K Ultra HD, Blu-ray Disc e DVD dal 29 agosto. Le versioni digitali e Blu-ray include contenuti speciali sul dietro le quinte, commento audio, scene eliminate ed errori sul set. Il formato digitale contiene anche una tavola rotonda tra i registi del Marvel Cinematic Universe come Jon Favreau, Joss Whedon, James Gunn, Ryan Coogler, Peyton Reed e Taika Waititi.
Nonostante sia stato girato con telecamere IMAX e distribuito nei cinema IMAX con un rapporto d'immagine di 1,90:1, la versione multimediale domestica non supporta tale rapporto, ma un formato anamorfico.

## Accoglienza

### Incassi
Avengers: Infinity War ha incassato 678815482 $ nel Nord America e 1373599557 $ nel resto del mondo, per un incasso complessivo di 2052415039 $, a fronte di un budget di produzione di $300 milioni.
Globalmente il film ha esordito con 640,5 milioni di dollari nei primi cinque giorni, stabilendo il nuovo record per il miglior incasso d'esordio, battendo Fast & Furious 8 ($541,9 milioni).
Il film ha incassato 1 miliardo di dollari dopo soli 11 giorni di programmazione, battendo il precedente record di Star Wars - Il risveglio della Forza (12 giorni). È il trentaquattresimo film nella storia del cinema a superare il miliardo di dollari globalmente, il diciassettesimo distribuito dalla Disney e il secondo del 2018 a raggiungere tale traguardo. Il 13 maggio 2018 ha raggiunto un incasso di $1,607 miliardi, diventando il sesto maggior incasso nella storia del cinema e il film di supereroi con i maggiori incassi di sempre, superando The Avengers ($1,519 miliardi). Il 17 maggio 2018 ha raggiunto un incasso di $1,682 miliardi, diventando il sesto maggior incasso nella storia del cinema, superando Jurassic World ($1,670 miliardi). Il 12 giugno 2018, in soli 48 giorni, ha raggiunto il traguardo dei $2 miliardi di incasso, quarto film a superare questa soglia, il secondo della Disney. Il film è il maggior incasso mondiale del 2018, il secondo maggior incasso in Nord America del 2018, il settimo maggior incasso nella storia del cinema, l'ottavo maggior incasso di sempre in Nord America e il secondo film di supereroi con i maggiori incassi di sempre.

#### Nord America

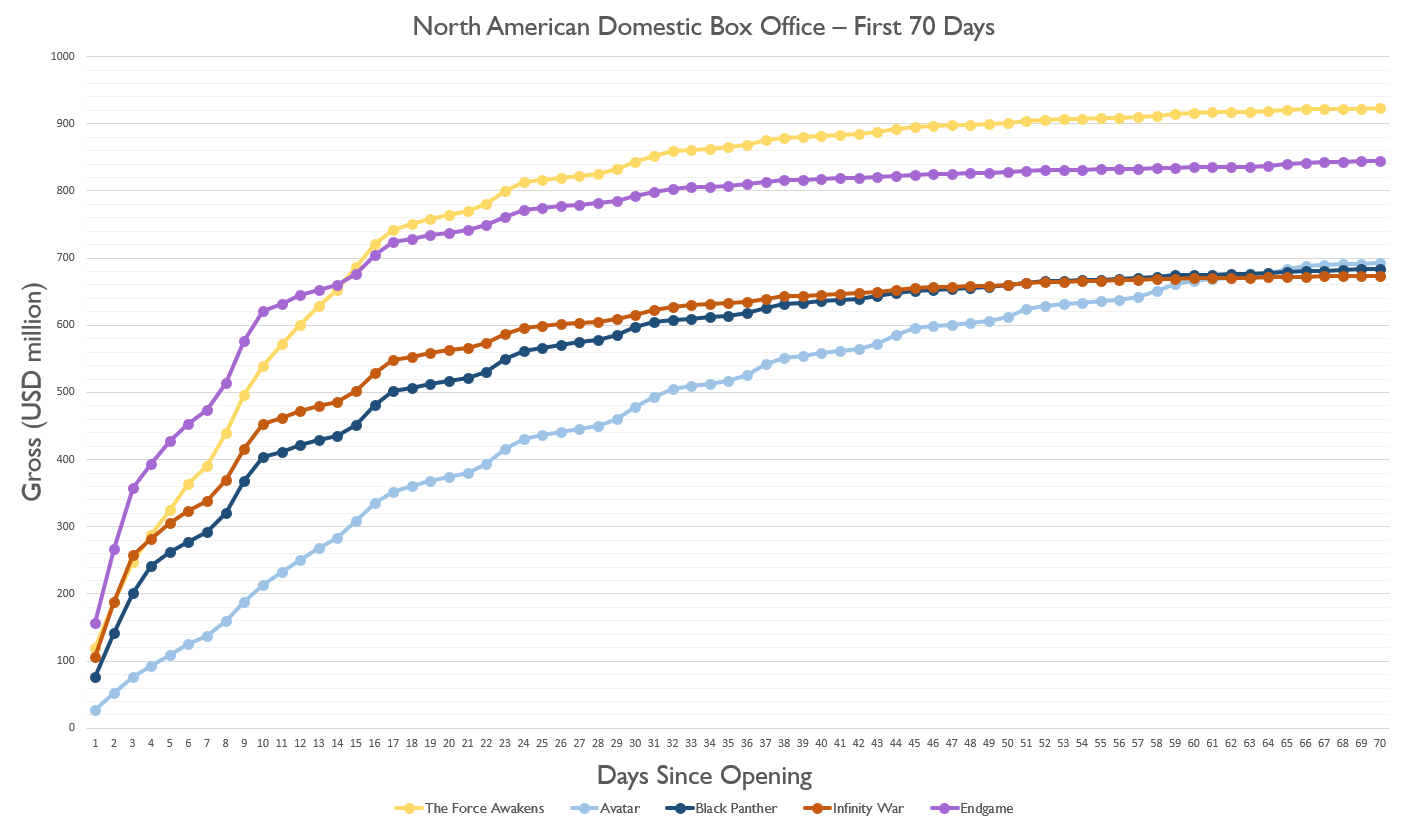
Gli incassi di Avengers: Infinity War (arancione) nei loro primi 70 giorni di apertura in Nord America

Alle anteprime del giovedì sera in Nord America il film ha incassato $39 milioni, nuovo record per un film Marvel, battendo il precedente record di Avengers: Age of Ultron ($27,6 milioni). Nel primo giorno di programmazione ha incassato $106,3 milioni in 4,474 schermi, nuovo record per un film Marvel e quarto miglior esordio di sempre. Nel week-end d'esordio ha incassato $257,7 milioni, stabilendo il nuovo record per il miglior incasso d'esordio, battendo Il risveglio della Forza ($248 milioni). Nella prima settimana di programmazione ha ottenuto un incasso di $338,3 milioni, la quarta miglior settimana d'esordio di sempre. Nel secondo week-end ha incassato $114,8 milioni, il terzo migliore di sempre. Nel terzo week-end ha incassato $62,1 milioni. Il 16 giugno 2018 ha raggiunto un incasso di $660,4 milioni, riuscendo a superare anche Titanic ($659,4 milioni).

#### Internazionale
Nel primo week-end di programmazione il film ha incassato internazionalmente $382,8 milioni, terzo miglior esordio internazionale di sempre. Al 29 aprile 2018 i mercati maggiori erano Regno Unito ($41,4 milioni), Corea del Sud ($39,2 milioni), Messico ($25,4 milioni), Australia ($22,7 milioni), Brasile ($19,1 milioni), India ($18,5 milioni), Francia ($17,6 milioni), Germania ($15,3 milioni), Filippine ($12,5 milioni), Indonesia ($11,4 milioni) e Italia ($11 milioni). Il 13 maggio 2018 il film ha superato il miliardo di dollari di incasso internazionale, diventando il secondo della Disney e il settimo di sempre a superare tale traguardo. In Italia ha incassato in totale 18678075 €.

### Critica
Il film è stato accolto positivamente dalla critica cinematografica. Sull'aggregatore di recensioni Rotten Tomatoes ha un indice di gradimento del 85% basato su 492 recensioni, con un voto medio di 7,6 su 10; il consenso critico del sito afferma: «Avengers: Infinity War destreggia abilmente una serie vertiginosa di eroi MCU nella lotta contro la loro minaccia più grave, e il risultato è un blockbuster elettrizzante ed emotivamente risonante che (principalmente) realizza le sue gigantesche ambizioni». Su Metacritic ottiene un punteggio di 68 su 100 basato su 54 recensioni.
Badtaste.it ha giudicato positivamente il film, lodando in particolare la capacità di far coesistere i personaggi di diversi franchise arrivando a definirlo un "capolavoro". Dello stesso avviso Antonio Dini su Fumettologica, che ha scritto «Se Avengers: Infinity War è l'inizio della fine, vuol dire che la fine inizia veramente con il botto». Emanuele Zambon, di Mondofox, è arrivato a leggere Infinity War come una «surreale metafora sul cancro e su come il fato (o un semplice schiocco di dita) sia in grado potenzialmente di colpire alla cieca ognuno di noi». Scott Collura di IGN ha apprezzato come, nonostante il gran numero di eroi presenti nel film, ognuno di loro abbia il suo spazio e nessuno venga relegato a ruoli di secondo piano. Pareri più tiepidi da parte di Variety e The Guardian, entrambe concordi sul fatto che «l'abbondanza di supereroi li rende meno speciali». Scott Mendelson di Forbes, pur apprezzando l'unione degli Avengers e dei Guardiani della Galassia, ha ritenuto che la suddivisione degli eroi in gruppi più piccoli crei uno scenario in cui alcune sottotrame sono meno coinvolgenti di altre. Andrea Fornasiero, di MyMovies, ha reputato Infinity War il miglior film dell'MCU, ricco d'azione e di scene madri ma destinato a essere sfiancante per coloro che non sono fan della saga e giudicando inappropriato l'umorismo presente nell'incontro tra Thor e i Guardiani.
La critica è rimasta particolarmente colpita dalla figura di Thanos, giudicato «villain non cattivo che non odia nessuno, non animato da malvagità e anzi dotato di un'etica, opposta ai protagonisti chiaramente, ma non egoista». Egli è stato descritto come il motore dell'intera saga, in grado di donare nuovo valore e linfa vitale a tutti i film precedenti, come vero protagonista della pellicola e definito il miglior antagonista del Marvel Cinematic Universe assieme a Loki e Killmonger. È stata lodata anche l'analisi del rapporto tra Thanos e le sue figlie Gamora e Nebula, che finisce per portare in secondo piano quello tra Visione e Wanda Maximoff, cui è «stato dato troppo poco spazio per poter brillare». Pareri analoghi da parte di Dani Di Placido di Forbes, che però ha criticato i Figli di Thanos giudicandoli noiosi e privi di personalità, con la sola eccezione di Fauce d'Ebano.

## Riconoscimenti
- 2019 – Premio Oscar[180]
  - Candidatura ai migliori effetti speciali a Dan DeLeeuw, Kelly Port, Russell Earl e Dan Sudick
- 2019 – Premio BAFTA[181]
  - Candidatura ai migliori effetti speciali a Norman Baillie
- 2019 – Annie Award[182]
  - Candidatura ai migliori effetti animati in un film live-action
- 2019 – Austin Film Critics Association[183]
  - Miglior performance in motion capture e migliori effetti speciali
  - Candidatura al miglior cast
- 2018 – Costume Design Guild Award[184]
  - Candidatura all'eccellenza in un film fantasy o di fantascienza
- 2019 – Critics' Choice Awards[185]
  - Candidatura ai migliori effetti speciali
  - Candidatura al miglior film d'azione
- 2019 – Florida Film Critics Circle[186]
  - Candidatura ai migliori effetti speciali
- 2019 – Georgia Film Critics Association[187]
  - Candidatura al premio Oglethorpe all'eccellenza nel cinema in Georgia
- 2019 – Grammy Award[188]
  - Candidatura alla miglior composizione strumentale ad Alan Silvestri
- 2019 – Hollywood Film Festival[189]
  - Premio Hollywood agli effetti speciali ad honorem a Dan Deleeuw, Kelly Port, Russel Earl e Dan Sudick
- 2019 – Los Angeles Online Film Critics Society[190]
  - Migliori effetti speciali
  - Miglior performance animata a Josh Brolin
  - Candidatura al miglior blockbuster
  - Candidatura al miglior film d'azione
  - Candidatura al miglior lavoro di stunt
- 2019 – MPSE Golden Reel Awards[191]
  - Candidatura al lavoro agli effetti sonori
- 2018 – MTV Movie & TV Awards[192]
  - Candidatura al miglior film
  - Candidatura al miglior villain a Josh Brolin
  - Candidatura al miglior combattimento a Scarlett Johansson, Danai Gurira, Elizabeth Olsen e Carrie Coon
- 2019 – Nickelodeon Kids' Choice Awards[193]
  - Film preferito
  - Miglior supereroe a Robert Downey Jr. (Iron Man)
  - Candidatura all'attore preferito a Chris Evans e Chris Hemsworth
  - Candidatura all'attrice preferita a Scarlett Johansson e Zoe Saldana
  - Candidatura al supereroe preferito a Chris Evans (Captain America), Chris Hemsworth (Thor) e Scarlett Johansson (Vedova Nera)
  - Candidatura al butt-kicker preferito a Zoe Saldana
- 2018 – E! People's Choice Awards[194]
  - Miglior film del 2018
  - Miglior film d'azione del 2018
  - Star cinematografica femminile del 2018 a Scarlett Johansson
  - Candidatura alla star cinematografica maschile del 2018 a Robert Downey Jr. e Chris Hemsworth
  - Candidatura alla star di film d'azione del 2018 a Chris Hemsworth
- 2019 – Satellite Award[195]
  - Candidatura ai migliori effetti speciali
- 2019 – Saturn Award[196]
  - Miglior attore non protagonista a Josh Brolin
  - Candidatura alla migliore trasposizione da fumetto a film
- 2019 – Screen Actors Guild Award[197]
  - Candidatura alle migliori controfigure cinematografiche
- 2018 – Seattle Film Critics Society[198]
  - Candidatura ai migliori effetti speciali
  - Candidatura al miglior villain a Josh Brolin
- 2018 – St. Louis Film Critics Association[199]
  - Migliori effetti speciali
  - Candidatura al miglior film d'azione
  - Candidatura per meriti speciali (miglior scena, tecnica o altri aspetti memorabili) per l'arrivo di Thor nel Wakanda
- 2018 – Teen Choice Awards[200]
  - Miglior film d'azione
  - Miglior attore di un film d'azione a Robert Downey Jr.
  - Miglior attrice di un film d'azione a Scarlett Johansson
  - Candidatura al miglior attore di un film d'azione a Chris Evans e Chris Hemsworth
  - Candidatura alla miglior attrice di un film d'azione a Elizabeth Olsen e Zoe Saldana
  - Candidatura al miglior villain a Josh Brolin
  - Candidatura al miglior bacio a Chris Pratt e Zoe Saldana
  - Candidatura alla miglior crisi isterica a Mark Ruffalo
- 2019 – Visual Effects Society[201]
  - Migliori effetti speciali a Daniel DeLeeuw, Jen Underdahl, Kelly Port, Matt Aitken e Dan Sudick
  - Miglior personaggio animato a Jan Philip Cramer, Darren Hendler, Paul Story, Sidney Kombo-Kintombo per "Thanos"
  - Miglior simulazione degli effetti a Gerardo Aguilera, Ashraf Ghoniem, Vasilis Pazionis e Hartwell Durfor per "Titano"
  - Miglior composizione a Sabine Laimer, Tim Walker, Tobias Wiesner e Massimo Pasquetti per "Titano"
  - Candidatura al miglior modello a Chad Roen, Ryan Rogers, Jeff Tetzlaff and Ming Pan per "Nidavellir"
  - Candidatura alla miglior simulazione di effetti a Florian Witzel, Adam Lee, Miguel Perez Senent, Francisco Rodriguez per "Wakanda"
- 2019 – Washington D.C. Area Film Critics Association[202]
  - Miglior interpretazione in motion capture a Josh Brolin

## Sequel
Avengers: Endgame è uscito il 24 aprile 2019 in Italia e il 26 aprile negli Stati Uniti. Le riprese del sequel sono iniziate nell'agosto 2017, dopo una pausa di tre settimane dal termine delle riprese di Infinity War, e sono terminate a dicembre. Downey Jr., Evans, Hemsworth, Ruffalo, Renner, Brolin, Holland, Pratt, Johansson, Cumberbatch, Gillan, e Bautista hanno ripreso i rispettivi ruoli nel film, mentre Evangeline Lilly ha ripreso il ruolo di Hope Van Dyne / Wasp dai film di Ant-Man.
Al San Diego Comic-Con 2022 sono stati annunciati un quinto e un sesto film sugli Avengers, il primo precedentemente intitolato Avengers: The Kang Dynasty, cambiato nel 2024 in Avengers: Doomsday e il secondo intitolato Avengers: Secret Wars, che usciranno rispettivamente il 1º maggio 2026 e il 7 maggio 2027 negli Stati Uniti.